# Ingvallsbenning-Lerbo
Ingvallsbenning-Lerbo är en av SCB avgränsad och namnsatt småort i Hedemora kommun i Dalarnas län. Den omfattar bebyggelse i den gamla bruksorten Ingvallsbenning och i egnahemsområde Lerbo båda belägna i Hedemora socken cirka 8 km sydväst om Hedemora.

## Historia
Ingvallsbenning nämns första gången år 1516 i en urkund avtryckt i Diplomatarium Dalekarlium, men redan 1383 började benningnamnet förekomma i bevarade handlingar.
I 1575 års skattelängd finns i Ingvallsbenning tre stycken bergsmanshemman förtecknade. För år 1734 finns en revverksbok för Hedemora socken bevarad som tar upp 16 olika brukningsdelar med olika ägare. Den sammanlagda arealen är över 500 tunnland. Enligt revboken för år 1836 fanns då fortfarande 16 jordbruk, varav 5 var bolagsgårdar. Åkerarealen var då 600 tunnland. Till byn hörde även stora skogsarealer, ca 2 000 tunnland. Nu finns bara 5 privata jordbruk kvar i Ingvallsbenning. Byn har ett gynnsamt läge genom att Lustån, som rinner genom byn, har en fallhöjd på 35 meter. Det har utnyttjats genom tiderna för drift av hyttor, hamrar, sågar, kvarnar, tröskmaskiner, slipstenar och även ett tegelbruk.

### Verksamheten i Ingvallsbenning
I Dalarnas landskapshandlingar för år 1539 finns uppgifter om en hytta med tre ägare.
Det har funnits tre hammarsmedjor för stångjärnssmide i Ingvallsbenning nämligen Botsmedjan, Mellansmedjan och Backsmedjan.
År 1764 gjorde Bergskollegium en undersökning om allmogesmidet. Enligt denna undersökning fanns då i Ingvallsbenning 10 smedjor varav en smidde yxor, liar m.m. och de övriga smidde hästskor, söm och skovelskor.
I 1664 års jordebok fanns 6 skvaltkvarnar i Ingvallsbenning upptecknade. Under 1800-talet fanns tre kvarnar, två med byarna Boda och Västerby som intressenter, samt en bolagskvarn. År 1874 beslöts att bygga en ny gemensam kvarn och då riva de två då bristfälliga kvarnarna, i den nya kvarnen fanns en kraftstation som levererade elström till byn och närområdet. Kvarnen och kraftstationen var i drift till år 1956, och kvarnbyggnaden revs år 1977.
Det fanns en ramsåg med ett blad, som drevs från ett vattenhjul, när den byggdes är okänt men såghuset revs på 1930-talet.
På 1880-talet byggde Larsbo-Norns AB en större såg vid sjön Botan. Den hade två ramar och drevs med en ångmaskin. Hyvleriet låg nedströms sjön och drevs av en turbin som fanns i bolagskvarnen, drivkraften överfördes med en hamplina. Det sågade virket kördes med häst till Sjönsbo anhalt för att lastas på järnväg. År 1922 flyttades sågen till Turbo ett par km. uppströms från Ingvallsbenning. Kvar på den gamla sågplatsen finns bara den unika slaggstensskorstenen.

### Lerbo
Lerbo är ett egnahemsområde med 24 hus nordväst om Ingvallsbenning.

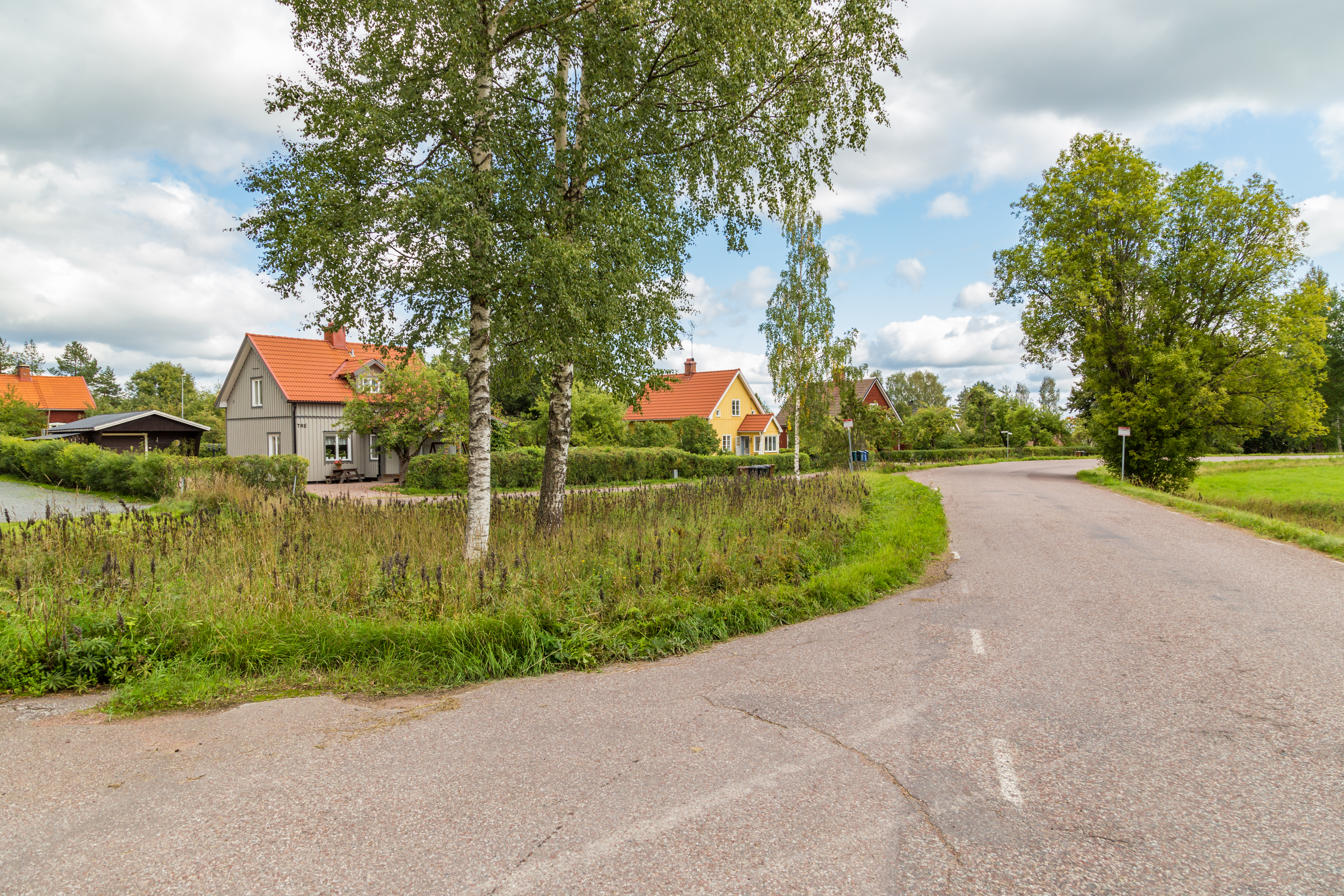
Lerbo

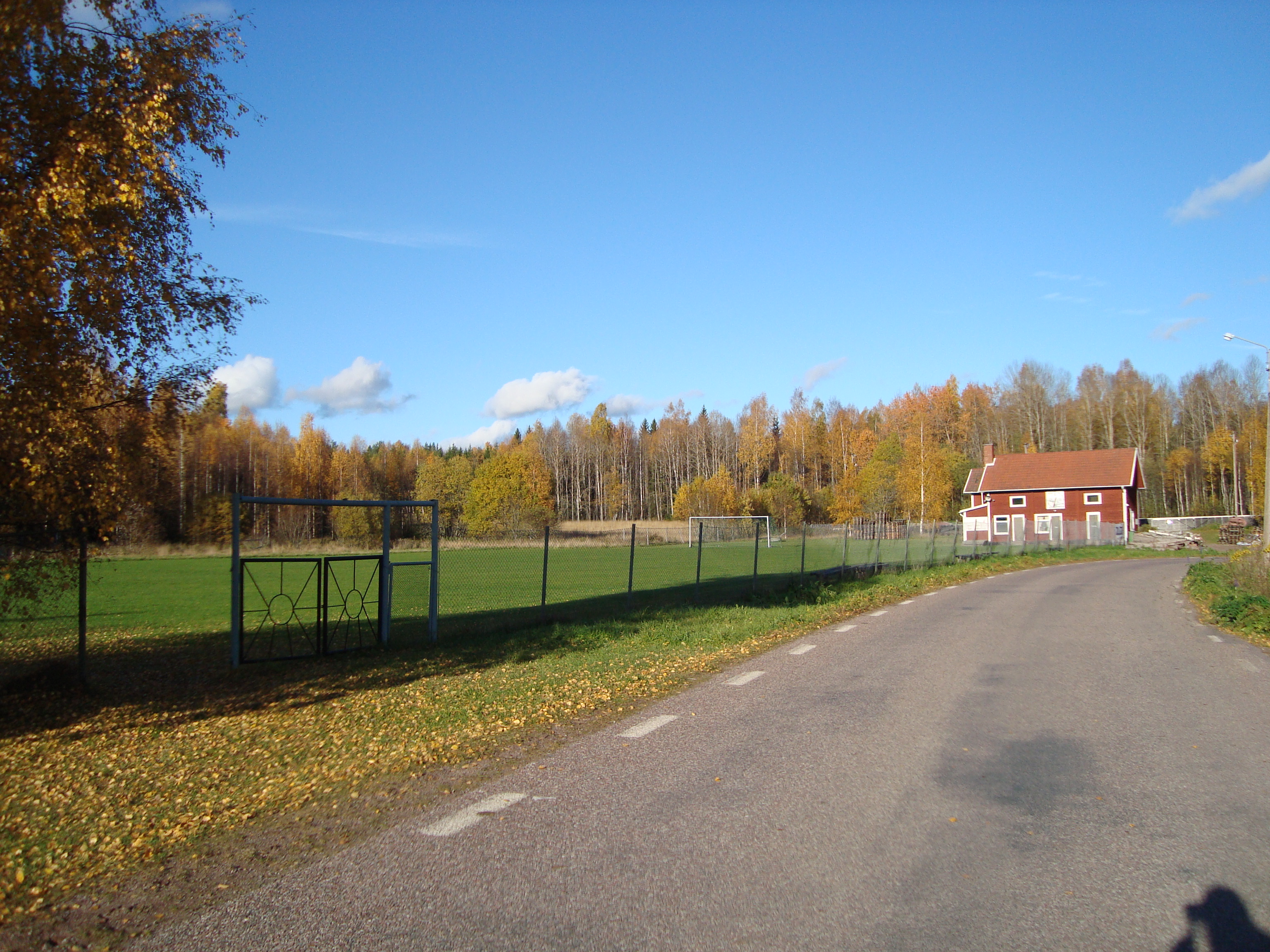
Idrottsplatsen 2008. Numera är fotbollsplanen borta efter Oppigårds expansion.

### Befolkningsutveckling
| Befolkningsutvecklingen i Ingvallsbenning/Ingvallsbenning-Lerbo 1960–2015 | Befolkningsutvecklingen i Ingvallsbenning/Ingvallsbenning-Lerbo 1960–2015 | Befolkningsutvecklingen i Ingvallsbenning/Ingvallsbenning-Lerbo 1960–2015 | Befolkningsutvecklingen i Ingvallsbenning/Ingvallsbenning-Lerbo 1960–2015 | Befolkningsutvecklingen i Ingvallsbenning/Ingvallsbenning-Lerbo 1960–2015 |
| ------------------------------------------------------------------------- | ------------------------------------------------------------------------- | ------------------------------------------------------------------------- | ------------------------------------------------------------------------- | ------------------------------------------------------------------------- |
|                                                                           |                                                                           |                                                                           |                                                                           |                                                                           |
| År                                                                        |                                                                           |                                                                           | Folkmängd                                                                 | Areal (ha)                                                                |
| 1960                                                                      | 1960                                                                      |                                                                           | 210                                                                       |                                                                           |
| 1990                                                                      | 1990                                                                      |                                                                           | 91                                                                        | 19#                                                                       |
| 1995                                                                      | 1995                                                                      |                                                                           | 102                                                                       | 22#                                                                       |
| 2000                                                                      | 2000                                                                      |                                                                           | 114                                                                       | 23#                                                                       |
| 2005                                                                      | 2005                                                                      |                                                                           | 93                                                                        | 24#                                                                       |
| 2010                                                                      | 2010                                                                      |                                                                           | 92                                                                        | 22#                                                                       |
| 2015                                                                      | 2015                                                                      |                                                                           | 101                                                                       | 49#                                                                       |
| Anm.: Upphörde som tätort 1965. # Som småort.                             |                                                                           |                                                                           |                                                                           |                                                                           |

## Näringsliv
Mikrobryggeriet Oppigårds ligger i Ingvallsbenning.

## Sport och fritid
Team Turbo RC har sin verksamhet i byn där de kör radiostyrda bilar, Mini-Z och metanolbilar i skala 1:8.